# Codringtonia gittenbergeri
Codringtonia gittenbergeri – gatunek trzonkoocznego ślimaka lądowego z rodziny ślimakowatych (Helicidae), występujący endemicznie w Grecji: na wschodzie półwyspu Peloponez, a także na południu gór Parnon. Jego zasięg występowania to obszar jedynie 25 × 30 km.
Muszla o wymiarach 25–32 × 43–48 mm i ciemnobrązowej barwie z gęstymi, drobnymi, promienistymi liniami.
W 2022 roku Korábek i inni zsynonimizowali ten takson z Codringtonia codringtonii; tak też jest on obecnie klasyfikowany w Czerwonej księdze gatunków zagrożonych przez IUCN, która wskazuje jednak na konieczność dalszych badań taksonomicznych.